# Motschulskyia lungleina
Motschulskyia lungleina är en insektsart som beskrevs av Irena Dworakowska 1993. Motschulskyia lungleina ingår i släktet Motschulskyia och familjen dvärgstritar. Inga underarter finns listade i Catalogue of Life.